# Schloßberg 5 (Quedlinburg)

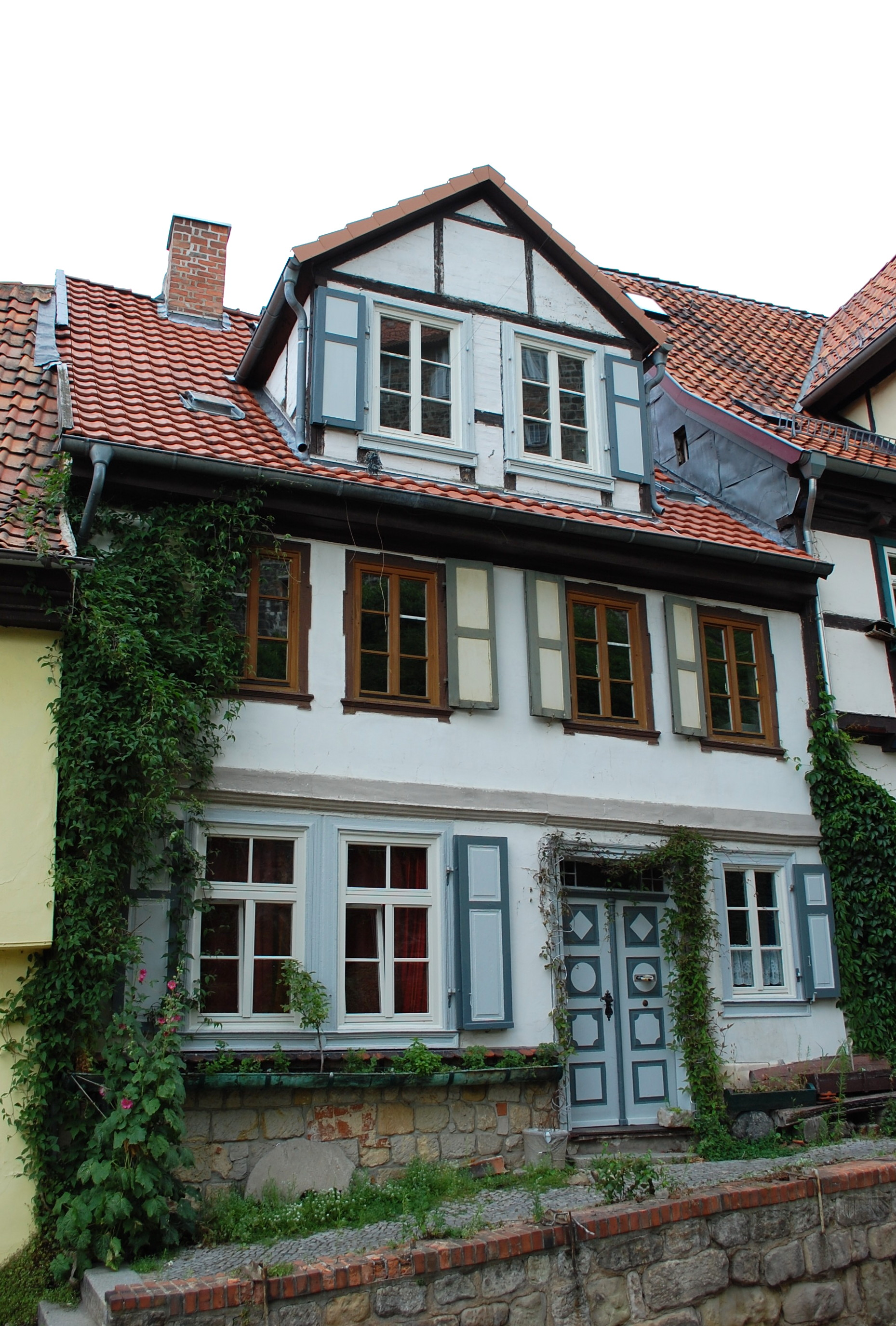
Haus Schloßberg 5

Das Haus Schloßberg 5 ist ein denkmalgeschütztes Gebäude in der Stadt Quedlinburg in Sachsen-Anhalt.

## Lage
Es befindet sich westlich des Quedlinburger Schloßbergs im Stadtteil Westendorf an einer engen Stelle der Straße Schloßberg, die hier in Form eines Hohlwegs durch den Felsen des Schloßbergs verläuft. Das Haus ist im Quedlinburger Denkmalverzeichnis als Wohnhaus eingetragen und gehört zum UNESCO-Weltkulturerbe. Gegenüber dem Haus befinden sich die Felsen des Schloßberges.

## Architektur und Geschichte
Das zweigeschossige Fachwerkhaus entstand in der Zeit um 1820. Das Dach des Hauses trägt ein Zwerchhaus. Bemerkenswert sind die hölzernen, reich profilierten Gewände an Fenstern und Tür. Auch die Tür des Hauses ist bauzeitlich.